# Senaste adress

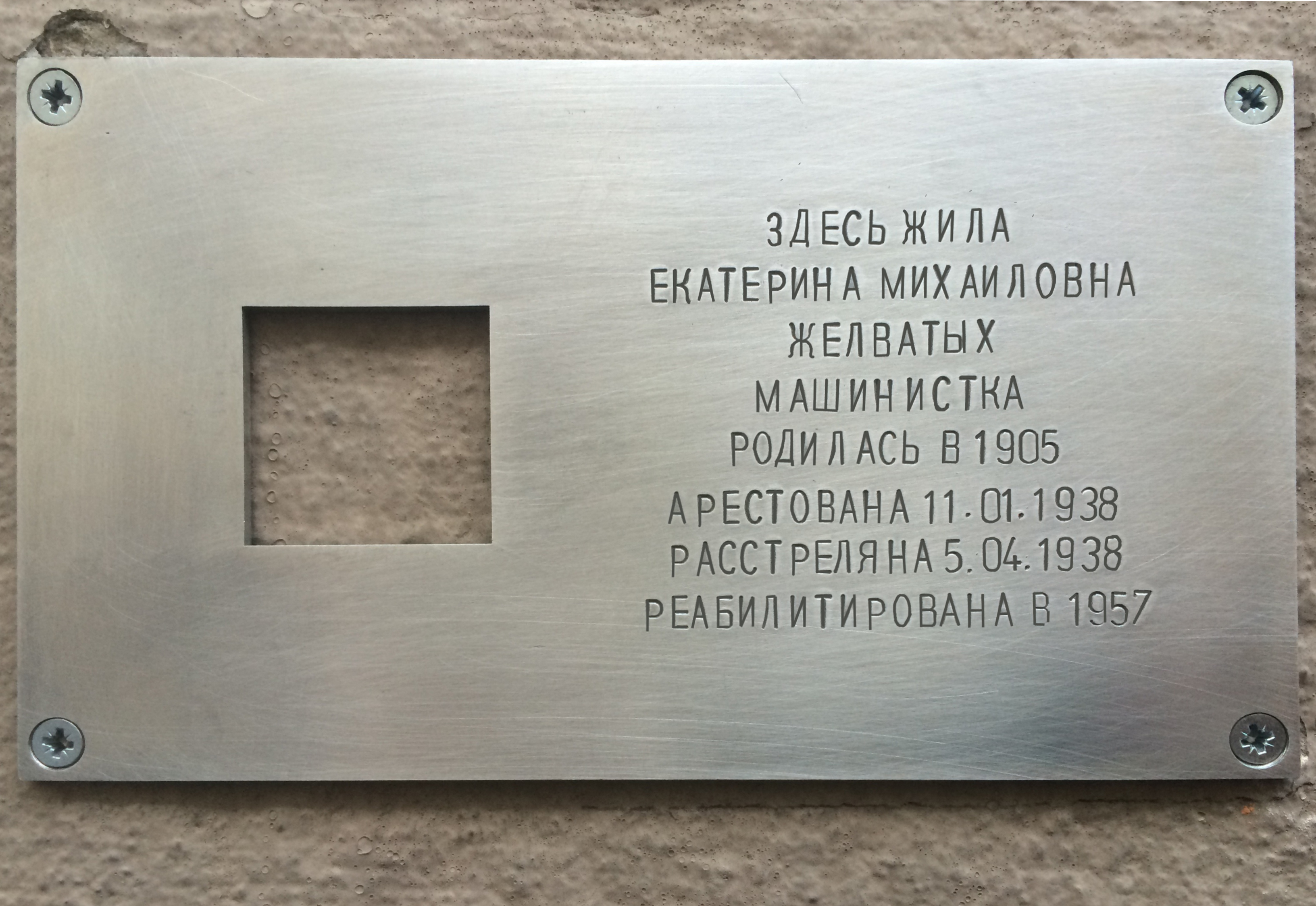
Minnesplakett över Jekaterina Michajlovna Sjelvatytj (1905–1938) i Moskva.

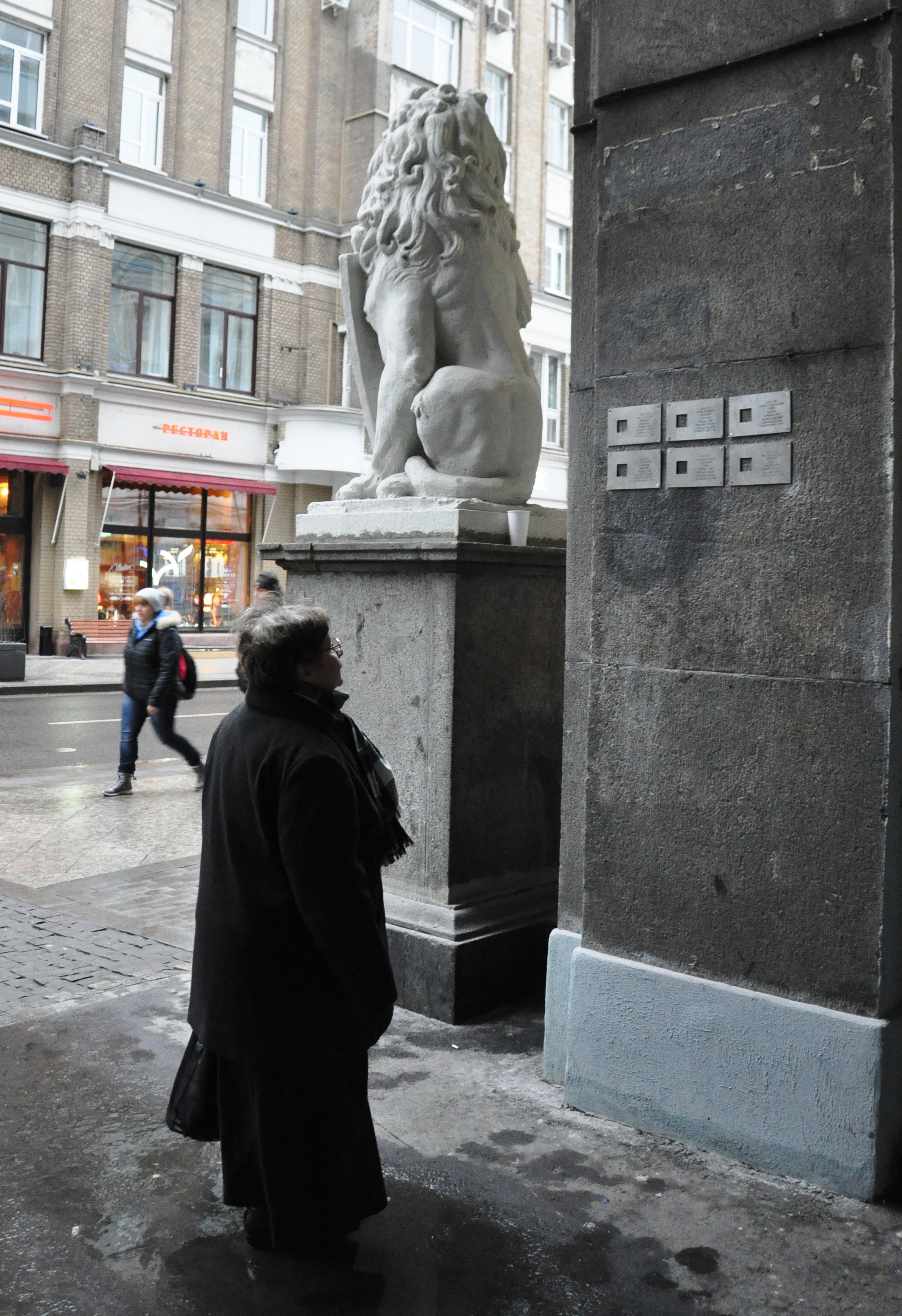
Minnesplaketter i Moskva.

Senaste adress (ryska: Последний адрес) är ett storskaligt offentligt minnesprojekt som syftar till att hedra minnet av de oskyldiga människor som dog till följd av det politiska förtryck som de sovjetiska myndigheterna utövade. Principen är «Ett namn, ett liv, en skylt». Som en del av projektet installeras en liten, handflatestor, minimalistisk minnesskylt i metall med rektangulär form på det hus som blev den sista adressen i livet för offret för statens förtryck. Plaketten bär den mördade personens namn, födelseår, yrke, datum för gripande, avrättning och år för rehabilitering. På vänster sida av plaketten finns ett fyrkantigt hål som påminner om ett fotografi som saknas på kortet. Summan av många sådana personliga minnesmärken bildar ett «nätverks»-minnesmärke som är utspritt i olika städer runt om i världen.
Senaste adress är ett helt och hållet medborgerligt initiativ och en minnespraxis. Dess huvudprincip är att initiativet till att sätta upp varje plakett (liksom betalningen för den) kommer från en specifik person som vill hedra minnet av en annan specifik person som dött till följd av politiskt förtryck. Det kan vara en släkting eller nära vän till offret, eller en person som bor i det hus som blev offrets sista adress, eller någon annan person som anser att ett sådant steg är viktigt för honom eller henne.
Projektets huvudsakliga källa till information om offer för politiskt förtryck är den databas med flera miljoner namn som «Memorial» har samlat in sedan 1990-talet. «Senaste adress» är i praktiken det fysiska förkroppsligandet av denna virtuella lista. Projektet lanserades 2014 och inspirerades av ett liknande tyskt minnesmärke («Snubbelsten»). Fram till 2023 har mer än ett och ett halvt tusen minnesskyltar installerats på hus i dussintals städer. Sedan 2017 har projektet gått utanför Ryssland och blivit internationellt: dess skyltar började placeras ut i Tjeckien, Ukraina, Moldavien, Georgien, Tyskland och Frankrike. Samtidigt konstaterar författarna och forskarna att målet med «Senaste adress» inte är att installera miljontals skyltar «på varje hus», utan det minne och den reflektion som uppstår som ett resultat av initiativet.